# Antipathes erinaceus
Antipathes erinaceus är en korallart som först beskrevs av Louis Roule 1905.  Antipathes erinaceus ingår i släktet Antipathes och familjen Antipathidae. Inga underarter finns listade i Catalogue of Life.